# Джаханпанах
28°31′16″ пн. ш. 77°14′46″ сх. д. / 28.521° пн. ш. 77.246° сх. д.
Джаханпанах — руїни стародавнього міста на території сучасного Делі, одного з Семи міст Делі, заснованого в 1326 — 1327 роках делійським султаном Мухаммадом бін Туґлаком. Укріплене місто було збудоване з метою захисту від постійних нападів монголів, воно поглинуло форт Аділабад 14 століття та простягнулося від Кіла-Руй-Пітора до форту Сірі. Від міста до наших днів залишилося дуже мало. Однією з причин цього називають ідіосинкратичне правління Мухаммада бін Туґлака, який переніс столицю до Даулатабаду на плато Деккан, а потім знову до Делі.
Руїни міста зараз можна побачити на дорозі між Сірі та Кутб-Мінаром у Південному Делі, окремі ділянки збереглися також на території Індійського технологічного інституту в Делі, мечеті Хіркі-Масджід, Сатпули та інших місць. На певних ділянках збереглися приміщення для зберігання продовольства та боєприпасів.